# Una (rivier in Europa)
De Una is een rivier in Kroatië en Bosnië en Herzegovina die tevens gedeeltelijk een grensrivier tussen beide landen is. De Una is een zijrivier van de rivier de Sava. De rivier stroomt door het Nationaal park Una. Het stroomgebied van de rivier omvat 10.400 km² en rondom de rivier wonen zo'n miljoen mensen.
De Una ontspringt uit een bron, Vrelo Une, op de noordoostelijke helling van de berg de Stražbenica bij Donja Suvaja in Kroatië en stroomt door onder andere Martin Brod, Kulen Vakuf, Ripac, Bihać, Bosanska Krupa, Bosanska Otoka, Novi Grad, Hrvatska Kostajnica en Kozarska Dubica. De Una mondt uit in de Sava vlak bij Jasenovac (Kroatië). De belangrijkste zijtakken van de Una zijn de Unac, Sana, Klokot en de Krušnica rivieren.
Er groeien aan de rivieroever meer dan 170 typen geneeskrachtige kruiden waaronder de Campanula unensis, een blauw klokje dat is vernoemd naar de rivier. Verder leven er nog 28 verschillende vissoorten, waarvan de grootste de Donauzalm is. Verder tref je er ook geregeld slangen in de rivier.
Het Bosnische kanton Una-Sana is deels vernoemd naar de rivier.
- Gemeinsame Normdatei: 4303637-5
- Virtual International Authority File: 133309014